# وینگشت
وینگشت (به آلمانی: Wingst) یک شهر در آلمان است که در ام دابراک واقع شده‌است. وینگشت ۳٬۶۰۷ نفر جمعیت دارد.